# Catocala maculata
Catocala maculata är en fjärilsart som beskrevs av Kusnetzov 1901. Catocala maculata ingår i släktet Catocala och familjen nattflyn. Inga underarter finns listade i Catalogue of Life.